# Claudette Tardif
Pour les articles homonymes, voir Tardif.
Claudette Tardif, née le 27 juillet 1947 à Westlock dans la région du centre de l'Alberta, est une sénatrice canadienne de l'Alberta, une enseignante franco-albertaine, et une doyenne de l'Université de l'Alberta.

## Carrière
Claudette Tardif commence sa carrière en tant que professeure de langue française, à la faculté francophone du Campus Saint-Jean et doyenne à l'Université de l'Alberta. Au moment de sa nomination au Sénat, elle est alors vice-présidente de l'Université de l'Alberta.
Claudette Tardif est aussi une militante de longue date pour les droits linguistiques des minorités, en particulier pour les minorités francophones d'Alberta.
Le 24 mars 2005, Claudette Tardif est désignée sénatrice par Adrienne Clarkson, gouverneur général du Canada, sur l'avis du Premier ministre du Canada Paul Martin.
Le 18 janvier 2007, elle a été nommée chef adjointe de l'Opposition au Sénat.
En 2011, elle a reçu la distinction de l'Ordre des francophones d'Amérique.
Durant tout son mandat, Claudette Tardif a défendu le rôle du Sénat comme défenseur des minorités canadiennes, notamment les communautés francophones vivant hors du Québec et les minorités métisses canadiennes. Avec la sénatrice franco-manitobaine Maria Chaput, Claudette Tardif milite en faveur des minorités francophones et de la capacité du Sénat de leur donner une représentation effective.
Claudette Tardif a démissionné de son poste de sénatrice le 2 février 2018, plus de quatre ans avant la date de sa retraite obligatoire à 75 ans. Elle a dit vouloir passer plus de temps avec sa famille.